# Serie A3 2023-2024
La Serie A3 2023-2024, 5ª edizione della terza serie del campionato italiano di pallavolo maschile, si è svolta dal 14 ottobre 2023 al 18 maggio 2024: al torneo hanno partecipato ventisei squadre di club italiane.

## Regolamento

### Formula
La formula ha previsto:
- Regular season, disputata con girone all'italiana, con gare di andata e ritorno, per un totale di ventisei giornate, con le squadre divise in due gironi: le ultime due classificate di ciascun girone sono retrocesse in Serie B.
- Spareggio promozione tra le prime classicate di ciascun girone al meglio di due vittorie su tre gare: la vincitrice è stata promossa in Serie A2.
- Play-off promozione, disputati tra le squadre classificate dal secondo al settimo posto di ciascun girone e articolati in ottavi di finale, giocati con gare di andata e ritorno (in caso di parità di punti dopo le due partite è stato disputato un golden set), e quarti di finale, semifinali e finale giocati al meglio di due vittorie su tre gare. La squadra perdente lo spareggio promozione ha disputato i play-off promozione a partire dalle semifinali.
- Play-out retrocessione, disputati tra la decima e l'undicesima classificata di ciascun girone solo nel caso le due squadre abbiano terminato la regular season con una differenza inferiore ai cinque punti, in caso contrario la squadra undicesima classificata è retrocessa direttamente in Serie B[1].

### Criteri di classifica
Se il risultato finale è stato di 3-0 o 3-1 sono stati assegnati 3 punti alla squadra vincente e 0 a quella sconfitta, se il risultato finale è stato di 3-2 sono stati assegnati 2 punti alla squadra vincente e 1 a quella sconfitta.
L'ordine del posizionamento in classifica è stato definito in base a:
- Punti;
- Numero di partite vinte;
- Ratio dei set vinti/persi;
- Ratio dei punti realizzati/subiti.

## Squadre partecipanti
Le squadre retrocesse dalla Serie A2 sono state la Rinascita Lagonegro e il Motta, mentre quelle promosse dalla Serie B sono state Arno, Civita Castellana, CUS Cagliari, La Bollente, Sarroch e Yaka.
Delle squadre aventi diritto:
- l'Arno ha rinunciato all'iscrizione;
- la Civita Castellana ha ceduto il titolo al Marcianise, che è stato ammesso al campionato;
- il Pineto ha ceduto il titolo al Gabbiano Mantova, che è stato ammesso al campionato;
- la Normanna Aversa ha ceduto il titolo allo Stadium Mirandola, che è stato ammesso al campionato;
- la Tuscania ha ceduto il titolo alla Sabaudia, che è stata ammessa al campionato;
- lo Yaka ha rinunciato all'iscrizione[2][3].

### Girone bianco
| Club              | Stagione | Città             | Impianto                   | Stagione precedente                                                  |
| ----------------- | -------- | ----------------- | -------------------------- | -------------------------------------------------------------------- |
| Belluno           | dettagli | Belluno           | Spes Arena                 | 8ª in Serie A3 (girone bianco)                                       |
| Bologna           | dettagli | Bologna           | PalaSavena                 | 7ª in Serie A3 (girone bianco); ottavi di finale play-off promozione |
| CUS Cagliari      | dettagli | Cagliari          | PalaPirastu                | 2ª in Serie B (girone G); 1ª nella terza fase play-off               |
| Diavoli Rosa      | dettagli | Brugherio         | Centro Sportivo Paolo VI   | 11ª in Serie A3 (girone bianco); vincitrice play-out                 |
| Energy Parma      | dettagli | Parma             | Palazzetto dello Sport     | 6ª in Serie A3 (girone bianco); quarti di finale play-off promozione |
| Gabbiano Mantova  | dettagli | Mantova           | Tea Arena                  | 1ª in Serie B (girone C); 2ª nella terza fase play-off               |
| Garlasco          | dettagli | Garlasco          | PalaRavizza                | 5ª in Serie A3 (girone bianco); ottavi di finale play-off promozione |
| La Bollente       | dettagli | Acqui Terme       | Palazzetto dello Sport     | 1ª in Serie B (girone A); 1ª nella prima fase play-off               |
| Motta             | dettagli | Motta di Livenza  | PalaGrassato               | 14ª in Serie A2                                                      |
| Sarroch           | dettagli | Sarroch           | Palasport Fitness Club     | 1ª in Serie B (girone G); 1ª nella prima fase play-off               |
| Savigliano        | dettagli | Savigliano        | Palazzetto dello Sport     | 4ª in Serie A3 (girone bianco); quarti di finale play-off promozione |
| Stadium Mirandola | dettagli | Mirandola         | Palasport Marco Simoncelli | 12ª in Serie A3 (girone bianco); finale play-out                     |
| Team Club         | dettagli | San Donà di Piave | PalaBarbazza               | 10ª in Serie A3 (girone bianco)                                      |

### Girone blu
| Club                | Stagione | Città          | Impianto               | Stagione precedente                                                                         |
| ------------------- | -------- | -------------- | ---------------------- | ------------------------------------------------------------------------------------------- |
| Alessano            | dettagli | Alessano       | Palazzetto dello Sport | 4ª in Serie A3 (girone blu); ottavi di finale play-off promozione                           |
| Bari                | dettagli | Bari           | PalaCarbonara          | 7ª in Serie A3 (girone blu); ottavi di finale play-off promozione                           |
| Casarano            | dettagli | Casarano       | PalaCesari             | 6ª in Serie A3 (girone blu); finale play-off promozione                                     |
| Folgore Massa       | dettagli | Massa Lubrense | PalAtigliana           | 10ª in Serie A3 (girone blu)                                                                |
| Franco Tigano       | dettagli | Palmi          | PalaSurace             | 3ª in Serie A3 (girone blu); ottavi di finale play-off promozione                           |
| Macerata            | dettagli | Macerata       | PalaFontescodella      | 3ª in Serie A3 (girone bianco); ottavi di finale play-off promozione                        |
| Marcianise          | dettagli | Marcianise     | Palazzetto dello Sport | 15ª in Serie A3 (girone blu)                                                                |
| Modica              | dettagli | Modica         | PalaRizza              | 9ª in Serie A3 (girone blu)                                                                 |
| Rinascita Lagonegro | dettagli | Lagonegro      | Palasport Villa D'Agri | 13ª in Serie A2                                                                             |
| Sabaudia            | dettagli | Sabaudia       | PalaVitaletti          | 14ª in Serie A3 (girone blu)                                                                |
| San Giustino        | dettagli | San Giustino   | Palazzetto dello Sport | 9ª in Serie A3 (girone bianco)                                                              |
| Team Napoli         | dettagli | Napoli         | PalaSiani              | 12ª in Serie A3 (girone blu); vincitrice play-out                                           |
| Virtus Fano         | dettagli | Fano           | PalaAllende            | 1ª in Serie A3 (girone bianco); finale spareggio promozione; semifinali play-off promozione |

## Torneo

### Regular season

#### Girone bianco

##### Risultati
| Prima giornata |                                |                  |                                   |
|                |                                |                  |                                   |
| Riposa:        | Gabbiano Mantova               | Gabbiano Mantova | Gabbiano Mantova                  |
| 14-10          | Savigliano - Stadium Mirandola | 3-0              | 25-20, 25-22, 26-24               |
| 15-10          | Energy Parma - Team Club       | 2-3              | 25-22, 25-22, 28-30, 22-25, 13-15 |
| 14-10          | Motta - La Bollente            | 1-3              | 21-25, 25-21, 24-26, 19-25        |
| 15-10          | Belluno - CUS Cagliari         | 3-0              | 25-20, 25-21, 25-19               |
| 15-10          | Diavoli Rosa - Bologna         | 3-2              | 19-25, 25-16, 25-12, 21-25, 15-11 |
| 14-10          | Sarroch - Garlasco             | 3-0              | 25-19, 25-19, 25-16               |

| Seconda giornata |                                  |             |                                   |
|                  |                                  |             |                                   |
| Riposa:          | La Bollente                      | La Bollente | La Bollente                       |
| 22-10            | Garlasco - Belluno               | 3-1         | 28-30, 25-22, 25-19, 25-22        |
| 22-10            | Bologna - Motta                  | 2-3         | 25-21, 17-25, 25-22, 24-26, 12-15 |
| 22-10            | Team Club - Sarroch              | 3-0         | 25-19, 25-18, 25-20               |
| 22-10            | CUS Cagliari - Energy Parma      | 3-0         | 25-22, 25-22, 25-14               |
| 22-10            | Stadium Mirandola - Diavoli Rosa | 3-0         | 25-14, 25-18, 25-23               |
| 21-10            | Gabbiano Mantova - Savigliano    | 3-1         | 25-22, 25-11, 21-25, 32-30        |

| Terza giornata |                             |            |                                   |
|                |                             |            |                                   |
| Riposa:        | Savigliano                  | Savigliano | Savigliano                        |
| 25-10          | Energy Parma - Bologna      | 0-3        | 18-25, 18-25, 21-25               |
| 28-10          | Motta - Garlasco            | 3-2        | 25-17, 25-20, 23-25, 23-25, 15-12 |
| 29-10          | Belluno - Stadium Mirandola | 3-0        | 25-23, 25-23, 25-15               |
| 29-10          | Diavoli Rosa - Team Club    | 2-3        | 20-25, 22-25, 25-22, 25-20, 9-15  |
| 29-10          | La Bollente - CUS Cagliari  | 0-3        | 22-25, 18-25, 21-25               |
| 28-10          | Sarroch - Gabbiano Mantova  | 1-3        | 25-19, 36-38, 19-25, 18-25        |

| Quarta giornata |                                 |              |                                  |
|                 |                                 |              |                                  |
| Riposa:         | CUS Cagliari                    | CUS Cagliari | CUS Cagliari                     |
| 01-11           | Savigliano - Diavoli Rosa       | 3-0          | 25-14, 25-23, 25-14              |
| 01-11           | Garlasco - La Bollente          | 0-3          | 21-25, 10-25, 21-25              |
| 01-11           | Bologna - Sarroch               | 3-2          | 20-25, 22-25, 25-17, 35-33, 15-8 |
| 01-11           | Team Club - Belluno             | 3-1          | 25-22, 22-25, 25-22, 25-20       |
| 01-11           | Stadium Mirandola - Motta       | 3-0          | 28-26, 25-14, 25-18              |
| 01-11           | Gabbiano Mantova - Energy Parma | 3-0          | 25-21, 25-19, 25-13              |

| Quinta giornata |                                 |         |                                   |
|                 |                                 |         |                                   |
| Riposa:         | Belluno                         | Belluno | Belluno                           |
| 05-11           | Energy Parma - Motta            | 1-3     | 25-15, 21-25, 25-27, 21-25        |
| 05-11           | Team Club - Bologna             | 3-2     | 30-32, 25-17, 24-26, 25-22, 15-12 |
| 05-11           | Diavoli Rosa - Gabbiano Mantova | 1-3     | 20-25, 26-28, 29-27, 23-25        |
| 05-11           | La Bollente - Stadium Mirandola | 3-0     | 25-19, 28-26, 25-23               |
| 04-11           | Sarroch - Savigliano            | 2-3     | 22-25, 25-23, 21-25, 25-22, 10-15 |
| 05-11           | CUS Cagliari - Garlasco         | 3-0     | 25-17, 25-19, 25-18               |

| Sesta giornata |                                 |                   |                                   |
|                |                                 |                   |                                   |
| Riposa:        | Stadium Mirandola               | Stadium Mirandola | Stadium Mirandola                 |
| 12-11          | Garlasco - Team Club            | 0-3               | 27-29, 20-25, 23-25               |
| 11-11          | Motta - Sarroch                 | 3-2               | 31-29, 19-25, 15-25, 25-18, 15-11 |
| 12-11          | Bologna - Savigliano            | 1-3               | 14-25, 21-25, 25-23, 22-25        |
| 12-11          | Belluno - Energy Parma          | 3-1               | 25-16, 31-33, 25-19, 25-16        |
| 12-11          | La Bollente - Diavoli Rosa      | 3-0               | 27-25, 25-17, 25-20               |
| 12-11          | CUS Cagliari - Gabbiano Mantova | 1-3               | 23-25, 25-23, 23-25, 23-25        |

| Settima giornata |                             |              |                                   |
|                  |                             |              |                                   |
| Riposa:          | Energy Parma                | Energy Parma | Energy Parma                      |
| 18-11            | Savigliano - CUS Cagliari   | 2-3          | 22-25, 25-21, 16-25, 29-27, 14-16 |
| 19-11            | Team Club - La Bollente     | 3-1          | 25-23, 26-28, 25-23, 25-21        |
| 18-11            | Diavoli Rosa - Motta        | 3-1          | 25-23, 25-23, 20-25, 25-22        |
| 18-11            | Sarroch - Belluno           | 2-3          | 25-23, 25-19, 17-25, 21-25, 6-15  |
| 19-11            | Stadium Mirandola - Bologna | 3-1          | 25-20, 17-25, 25-23, 25-20        |
| 18-11            | Gabbiano Mantova - Garlasco | 3-0          | 25-19, 25-18, 25-23               |

| Ottava giornata |                                      |         |                            |
|                 |                                      |         |                            |
| Riposa:         | Bologna                              | Bologna | Bologna                    |
| 25-11           | Garlasco - Energy Parma              | 3-0     | 25-22, 25-21, 25-22        |
| 25-11           | Motta - Savigliano                   | 3-1     | 25-23, 25-21, 19-25, 25-20 |
| 26-11           | Belluno - Diavoli Rosa               | 3-0     | 25-19, 25-16, 25-18        |
| 26-11           | La Bollente - Sarroch                | 3-0     | 25-21, 25-21, 25-14        |
| 26-11           | CUS Cagliari - Team Club             | 0-3     | 35-37, 26-28, 26-28        |
| 26-11           | Stadium Mirandola - Gabbiano Mantova | 0-3     | 19-25, 22-25, 21-25        |

| Nona giornata |                                |          |                                   |
|               |                                |          |                                   |
| Riposa:       | Garlasco                       | Garlasco | Garlasco                          |
| 02-12         | Savigliano - Belluno           | 2-3      | 25-22, 25-20, 24-26, 12-25, 13-15 |
| 03-12         | Energy Parma - Diavoli Rosa    | 3-1      | 25-21, 25-20, 21-25, 25-23        |
| 02-12         | Bologna - CUS Cagliari         | 1-3      | 28-26, 21-25, 21-25, 18-25        |
| 02-12         | Team Club - Motta              | 3-1      | 25-23, 18-25, 25-23, 25-21        |
| 02-12         | Sarroch - Stadium Mirandola    | 3-0      | 25-20, 25-14, 25-18               |
| 02-12         | Gabbiano Mantova - La Bollente | 3-1      | 25-22, 24-26, 25-22, 25-15        |

| Decima giornata |                               |         |                                   |
|                 |                               |         |                                   |
| Riposa:         | Sarroch                       | Sarroch | Sarroch                           |
| 07-12           | Savigliano - Garlasco         | 3-0     | 25-21, 25-22, 25-21               |
| 07-12           | Motta - Gabbiano Mantova      | 2-3     | 27-29, 26-24, 25-21, 28-30, 21-23 |
| 07-12           | Belluno - Bologna             | 3-0     | 25-13, 25-19, 25-15               |
| 07-12           | Diavoli Rosa - CUS Cagliari   | 3-2     | 21-25, 20-25, 27-25, 28-26, 15-9  |
| 07-12           | La Bollente - Energy Parma    | 3-1     | 25-20, 23-25, 25-20, 25-23        |
| 07-12           | Stadium Mirandola - Team Club | 0-3     | 20-25, 19-25, 23-25               |

| Undicesima giornata |                              |              |                                   |
|                     |                              |              |                                   |
| Riposa:             | Diavoli Rosa                 | Diavoli Rosa | Diavoli Rosa                      |
| 10-12               | Garlasco - Stadium Mirandola | 3-1          | 23-25, 25-23, 25-21, 25-20        |
| 10-12               | Energy Parma - Sarroch       | 2-3          | 25-20, 11-25, 26-24, 16-25, 10-15 |
| 10-12               | Bologna - La Bollente        | 2-3          | 25-22, 22-25, 21-25, 25-20, 18-20 |
| 10-12               | Team Club - Savigliano       | 1-3          | 20-25, 23-25, 25-16, 20-25        |
| 10-12               | CUS Cagliari - Motta         | 3-0          | 25-15, 25-20, 27-25               |
| 10-12               | Gabbiano Mantova - Belluno   | 3-0          | 26-24, 25-21, 26-24               |

| Dodicesima giornata |                                  |       |                            |
|                     |                                  |       |                            |
| Riposa:             | Motta                            | Motta | Motta                      |
| 16-12               | Savigliano - Energy Parma        | 3-0   | 25-19, 25-23, 25-22        |
| 17-12               | Garlasco - Bologna               | 1-3   | 19-25, 25-19, 23-25, 22-25 |
| 17-12               | Belluno - La Bollente            | 1-3   | 19-25, 29-27, 23-25, 21-25 |
| 16-12               | Sarroch - Diavoli Rosa           | 0-3   | 22-25, 17-25, 20-25        |
| 16-12               | Stadium Mirandola - CUS Cagliari | 0-3   | 16-25, 18-25, 14-25        |
| 16-12               | Gabbiano Mantova - Team Club     | 3-0   | 25-22, 25-14, 25-21        |

| Tredicesima giornata |                                  |           |                                   |
|                      |                                  |           |                                   |
| Riposa:              | Team Club                        | Team Club | Team Club                         |
| 26-12                | Energy Parma - Stadium Mirandola | 2-3       | 11-25, 24-26, 25-19, 25-19, 15-17 |
| 26-12                | Motta - Belluno                  | 3-0       | 25-18, 25-21, 25-14               |
| 26-12                | Bologna - Gabbiano Mantova       | 0-3       | 21-25, 14-25, 20-25               |
| 26-12                | Diavoli Rosa - Garlasco          | 3-0       | 25-20, 25-20, 26-24               |
| 26-12                | La Bollente - Savigliano         | 1-3       | 17-25, 23-25, 25-16, 19-25        |
| 26-12                | CUS Cagliari - Sarroch           | 3-1       | 18-25, 25-18, 25-22, 25-22        |

| Quattordicesima giornata |                                |                  |                                   |
|                          |                                |                  |                                   |
| Riposa:                  | Gabbiano Mantova               | Gabbiano Mantova | Gabbiano Mantova                  |
| 30-12                    | Stadium Mirandola - Savigliano | 0-3              | 16-25, 19-25, 21-25               |
| 30-12                    | Team Club - Energy Parma       | 3-1              | 25-19, 26-28, 26-24, 25-20        |
| 30-12                    | La Bollente - Motta            | 3-1              | 25-21, 22-25, 25-16, 28-26        |
| 30-12                    | CUS Cagliari - Belluno         | 1-3              | 17-25, 33-31, 13-25, 25-27        |
| 30-12                    | Bologna - Diavoli Rosa         | 2-3              | 23-25, 25-21, 21-25, 25-16, 10-15 |
| 30-12                    | Garlasco - Sarroch             | 2-3              | 18-25, 25-18, 25-21, 19-25, 11-15 |

| Quindicesima giornata |                                  |             |                                   |
|                       |                                  |             |                                   |
| Riposa:               | La Bollente                      | La Bollente | La Bollente                       |
| 07-01                 | Belluno - Garlasco               | 3-0         | 25-18, 25-21, 27-25               |
| 06-01                 | Motta - Bologna                  | 3-0         | 25-17, 25-19, 25-20               |
| 06-01                 | Sarroch - Team Club              | 2-3         | 25-18, 23-25, 25-23, 23-25, 17-19 |
| 07-01                 | Energy Parma - CUS Cagliari      | 0-3         | 19-25, 18-25, 22-25               |
| 31-01                 | Diavoli Rosa - Stadium Mirandola | 3-2         | 16-25, 14-25, 26-24, 27-25, 15-13 |
| 06-01                 | Savigliano - Gabbiano Mantova    | 3-1         | 18-25, 25-21, 25-21, 25-22        |

| Sedicesima giornata |                             |            |                                   |
|                     |                             |            |                                   |
| Riposa:             | Savigliano                  | Savigliano | Savigliano                        |
| 14-01               | Bologna - Energy Parma      | 3-2        | 22-25, 25-20, 26-24, 27-29, 16-14 |
| 14-01               | Garlasco - Motta            | 1-3        | 25-20, 21-25, 14-25, 18-25        |
| 14-01               | Stadium Mirandola - Belluno | 3-0        | 25-22, 25-22, 27-25               |
| 18-01               | Team Club - Diavoli Rosa    | 3-0        | 25-22, 25-13, 25-22               |
| 14-01               | CUS Cagliari - La Bollente  | 3-0        | 25-20, 25-23, 25-16               |
| 13-01               | Gabbiano Mantova - Sarroch  | 3-1        | 25-18, 25-17, 18-25, 25-21        |

| Diciassettesima giornata |                                 |              |                                   |
|                          |                                 |              |                                   |
| Riposa:                  | CUS Cagliari                    | CUS Cagliari | CUS Cagliari                      |
| 21-01                    | Diavoli Rosa - Savigliano       | 3-2          | 30-28, 25-22, 21-25, 20-25, 15-12 |
| 21-01                    | La Bollente - Garlasco          | 2-3          | 25-22, 18-25, 25-23, 23-25, 12-15 |
| 20-01                    | Sarroch - Bologna               | 3-1          | 25-23, 25-18, 25-27, 25-23        |
| 21-01                    | Belluno - Team Club             | 3-0          | 25-22, 28-26, 25-21               |
| 20-01                    | Motta - Stadium Mirandola       | 3-0          | 25-22, 25-13, 25-20               |
| 21-01                    | Energy Parma - Gabbiano Mantova | 1-3          | 25-18, 22-25, 19-25, 17-25        |

| Diciottesima giornata |                                 |         |                                   |
|                       |                                 |         |                                   |
| Riposa:               | Belluno                         | Belluno | Belluno                           |
| 27-01                 | Motta - Energy Parma            | 3-1     | 25-14, 25-14, 23-25, 25-18        |
| 28-01                 | Bologna - Team Club             | 2-3     | 25-21, 25-21, 19-25, 17-25, 16-18 |
| 27-01                 | Gabbiano Mantova - Diavoli Rosa | 3-2     | 23-25, 25-16, 25-23, 23-25, 17-15 |
| 28-01                 | Stadium Mirandola - La Bollente | 1-3     | 25-19, 21-25, 21-25, 21-25        |
| 27-01                 | Savigliano - Sarroch            | 1-3     | 29-27, 20-25, 18-25, 14-25        |
| 28-01                 | Garlasco - CUS Cagliari         | 3-1     | 25-17, 25-23, 20-25, 27-25        |

| Diciannovesima giornata |                                 |                   |                                   |
|                         |                                 |                   |                                   |
| Riposa:                 | Stadium Mirandola               | Stadium Mirandola | Stadium Mirandola                 |
| 04-02                   | Team Club - Garlasco            | 2-3               | 25-15, 17-25, 20-25, 26-24, 13-15 |
| 03-02                   | Sarroch - Motta                 | 3-1               | 27-25, 25-15, 17-25, 25-17        |
| 03-02                   | Savigliano - Bologna            | 2-3               | 21-25, 26-24, 25-17, 20-25, 11-15 |
| 04-02                   | Energy Parma - Belluno          | 1-3               | 21-25, 17-25, 25-18, 19-25        |
| 04-02                   | Diavoli Rosa - La Bollente      | 2-3               | 25-19, 24-26, 25-21, 24-26, 9-15  |
| 03-02                   | Gabbiano Mantova - CUS Cagliari | 3-1               | 21-25, 25-18, 25-21, 25-20        |

| Ventesima giornata |                             |              |                                   |
|                    |                             |              |                                   |
| Riposa:            | Energy Parma                | Energy Parma | Energy Parma                      |
| 10-02              | CUS Cagliari - Savigliano   | 3-1          | 25-22, 20-25, 25-17, 25-14        |
| 11-02              | La Bollente - Team Club     | 1-3          | 18-25, 15-25, 25-19, 21-25        |
| 10-02              | Motta - Diavoli Rosa        | 3-0          | 26-24, 25-21, 25-20               |
| 10-02              | Belluno - Sarroch           | 3-0          | 25-13, 25-8, 26-24                |
| 10-02              | Bologna - Stadium Mirandola | 3-0          | 25-22, 25-21, 25-18               |
| 11-02              | Garlasco - Gabbiano Mantova | 3-2          | 28-26, 17-25, 23-25, 26-24, 16-14 |

| Ventunesima giornata |                                      |         |                                   |
|                      |                                      |         |                                   |
| Riposa:              | Bologna                              | Bologna | Bologna                           |
| 18-02                | Energy Parma - Garlasco              | 2-3     | 25-19, 23-25, 20-25, 26-24, 13-15 |
| 17-02                | Savigliano - Motta                   | 0-3     | 16-25, 16-25, 16-25               |
| 18-02                | Diavoli Rosa - Belluno               | 2-3     | 21-25, 25-23, 18-25, 25-22, 12-15 |
| 17-02                | Sarroch - La Bollente                | 3-1     | 25-20, 25-22, 23-25, 25-23        |
| 19-02                | Team Club - CUS Cagliari             | 3-0     | 25-14, 25-16, 25-18               |
| 17-02                | Gabbiano Mantova - Stadium Mirandola | 3-1     | 19-25, 25-21, 25-14, 25-15        |

| Ventiduesima giornata |                                |          |                                  |
|                       |                                |          |                                  |
| Riposa:               | Garlasco                       | Garlasco | Garlasco                         |
| 25-02                 | Belluno - Savigliano           | 3-1      | 26-28, 25-17, 25-18, 25-15       |
| 25-02                 | Diavoli Rosa - Energy Parma    | 3-0      | 25-16, 25-15, 25-17              |
| 25-02                 | CUS Cagliari - Bologna         | 1-3      | 25-18, 21-25, 17-25, 16-25       |
| 24-02                 | Motta - Team Club              | 3-1      | 25-22, 26-24, 20-25, 31-29       |
| 25-02                 | Stadium Mirandola - Sarroch    | 3-1      | 25-19, 25-23, 21-25, 25-15       |
| 24-02                 | La Bollente - Gabbiano Mantova | 2-3      | 25-27, 27-25, 25-21, 16-25, 9-15 |

| Ventitreesima giornata |                               |         |                                  |
|                        |                               |         |                                  |
| Riposa:                | Sarroch                       | Sarroch | Sarroch                          |
| 28-02                  | Garlasco - Savigliano         | 0-3     | 18-25, 15-25, 19-25              |
| 28-02                  | Gabbiano Mantova - Motta      | 0-3     | 18-25, 17-25, 22-25              |
| 28-02                  | Bologna - Belluno             | 2-3     | 25-22, 23-25, 25-18, 22-25, 9-15 |
| 28-02                  | CUS Cagliari - Diavoli Rosa   | 1-3     | 25-22, 27-29, 23-25, 23-25       |
| 28-02                  | Energy Parma - La Bollente    | 3-1     | 25-19, 25-21, 20-25, 25-21       |
| 28-02                  | Team Club - Stadium Mirandola | 3-0     | 25-17, 25-21, 25-22              |

| Ventiquattresima giornata |                              |              |                            |
|                           |                              |              |                            |
| Riposa:                   | Diavoli Rosa                 | Diavoli Rosa | Diavoli Rosa               |
| 10-03                     | Stadium Mirandola - Garlasco | 3-1          | 25-20, 27-25, 28-30, 25-19 |
| 09-03                     | Sarroch - Energy Parma       | 1-3          | 25-16, 22-25, 20-25, 13-25 |
| 10-03                     | La Bollente - Bologna        | 3-1          | 25-18, 25-27, 25-18, 25-23 |
| 09-03                     | Savigliano - Team Club       | 3-0          | 26-24, 25-20, 25-23        |
| 09-03                     | Motta - CUS Cagliari         | 3-0          | 25-19, 25-19, 25-20        |
| 10-03                     | Belluno - Gabbiano Mantova   | 0-3          | 26-28, 20-25, 31-33        |

| Venticinquesima giornata |                                  |       |                                   |
|                          |                                  |       |                                   |
| Riposa:                  | Motta                            | Motta | Motta                             |
| 16-03                    | Energy Parma - Savigliano        | 2-3   | 18-25, 25-23, 25-16, 22-25, 16-18 |
| 17-03                    | Bologna - Garlasco               | 3-1   | 25-21, 22-25, 25-16, 25-21        |
| 17-03                    | La Bollente - Belluno            | 0-3   | 16-25, 22-25, 21-25               |
| 17-03                    | Diavoli Rosa - Sarroch           | 3-0   | 25-19, 25-21, 25-21               |
| 17-03                    | CUS Cagliari - Stadium Mirandola | 3-0   | 25-20, 25-15, 25-19               |
| 17-03                    | Team Club - Gabbiano Mantova     | 0-3   | 20-25, 23-25, 21-25               |

| Ventiseiesima giornata |                                  |           |                                  |
|                        |                                  |           |                                  |
| Riposa:                | Team Club                        | Team Club | Team Club                        |
| 24-03                  | Stadium Mirandola - Energy Parma | 3-0       | 25-19, 25-21, 25-21              |
| 24-03                  | Belluno - Motta                  | 3-0       | 25-20, 25-15, 25-20              |
| 24-03                  | Gabbiano Mantova - Bologna       | 3-1       | 25-21, 25-15, 26-28, 25-21       |
| 24-03                  | Garlasco - Diavoli Rosa          | 2-3       | 21-25, 25-21, 25-21, 22-25, 7-15 |
| 24-03                  | Savigliano - La Bollente         | 3-0       | 25-23, 25-18, 25-23              |
| 24-03                  | Sarroch - CUS Cagliari           | 3-1       | 22-25, 25-19, 25-21, 25-22       |

##### Classifica
| Pos. | Squadra           | Pt | G  | V  | P  | SV | SP | Ratio | PF    | PS    | Ratio |
| ---- | ----------------- | -- | -- | -- | -- | -- | -- | ----- | ----- | ----- | ----- |
| 1.   | Gabbiano Mantova  | 61 | 24 | 21 | 3  | 66 | 25 | 2,640 | 2 215 | 1 979 | 1,119 |
| 2.   | Belluno           | 47 | 24 | 17 | 7  | 54 | 33 | 1,636 | 2 061 | 1 860 | 1,108 |
| 3.   | Team Club         | 47 | 24 | 17 | 7  | 55 | 36 | 1,528 | 2 140 | 2 026 | 1,056 |
| 4.   | Savigliano        | 44 | 24 | 14 | 10 | 55 | 38 | 1,447 | 2 074 | 2 045 | 1,014 |
| 5.   | Motta             | 43 | 24 | 15 | 9  | 52 | 38 | 1,368 | 2 076 | 1 968 | 1,055 |
| 6.   | CUS Cagliari      | 36 | 24 | 12 | 12 | 45 | 41 | 1,098 | 1 988 | 1 931 | 1,030 |
| 7.   | La Bollente       | 36 | 24 | 12 | 12 | 46 | 46 | 1,000 | 2 082 | 2 088 | 0,997 |
| 8.   | Diavoli Rosa      | 34 | 24 | 12 | 12 | 46 | 50 | 0,920 | 2 074 | 2 141 | 0,969 |
| 9.   | Sarroch           | 30 | 24 | 9  | 15 | 42 | 54 | 0,778 | 2 086 | 2 128 | 0,980 |
| 10.  | Bologna           | 28 | 24 | 8  | 16 | 44 | 57 | 0,772 | 2 173 | 2 271 | 0,957 |
| 11.  | Stadium Mirandola | 24 | 24 | 8  | 16 | 29 | 53 | 0,547 | 1 773 | 1 895 | 0,936 |
| 12.  | Garlasco          | 23 | 24 | 8  | 16 | 34 | 59 | 0,576 | 1 980 | 2 157 | 0,918 |
| 13.  | Energy Parma      | 15 | 24 | 3  | 21 | 28 | 66 | 0,424 | 1 964 | 2 197 | 0,894 |

      Qualificata allo spareggio promozione.
      Qualificata ai play-off promozione.
      Qualificata ai play-out retrocessione.
      Retrocessa in Serie B.

#### Girone blu

##### Risultati
| Prima giornata |                              |               |                                   |
|                |                              |               |                                   |
| Riposa:        | Franco Tigano                | Franco Tigano | Franco Tigano                     |
| 15-10          | Macerata - Bari              | 3-1           | 25-15, 22-25, 25-13, 39-37        |
| 15-10          | Alessano - Virtus Fano       | 0-3           | 18-25, 24-26, 22-25               |
| 15-10          | San Giustino - Casarano      | 3-0           | 25-18, 25-18, 25-20               |
| 15-10          | Modica - Rinascita Lagonegro | 1-3           | 21-25, 25-18, 19-25, 23-25        |
| 15-10          | Team Napoli - Marcianise     | 3-0           | 25-18, 26-24, 25-23               |
| 15-10          | Sabaudia - Folgore Massa     | 2-3           | 25-20, 17-25, 23-25, 25-22, 25-27 |

| Seconda giornata |                                    |            |                                   |
|                  |                                    |            |                                   |
| Riposa:          | Marcianise                         | Marcianise | Marcianise                        |
| 22-10            | Virtus Fano - Team Napoli          | 3-2        | 25-14, 22-25, 21-25, 25-19, 15-13 |
| 21-10            | Franco Tigano - Alessano           | 1-3        | 23-25, 21-25, 25-23, 25-27        |
| 22-10            | Rinascita Lagonegro - San Giustino | 3-0        | 25-23, 25-18, 25-23               |
| 22-10            | Casarano - Macerata                | 0-3        | 24-26, 17-25, 25-27               |
| 21-10            | Bari - Sabaudia                    | 2-3        | 20-25, 20-25, 25-23, 25-19, 8-15  |
| 22-10            | Folgore Massa - Modica             | 3-2        | 20-25, 25-22, 17-25, 26-24, 15-11 |

| Terza giornata |                                |               |                                   |
|                |                                |               |                                   |
| Riposa:        | Folgore Massa                  | Folgore Massa | Folgore Massa                     |
| 29-10          | Macerata - Team Napoli         | 3-2           | 24-26, 25-19, 25-18, 20-25, 15-13 |
| 29-10          | Alessano - Rinascita Lagonegro | 3-2           | 16-25, 25-15, 25-20, 13-25, 15-9  |
| 28-10          | Bari - Virtus Fano             | 2-3           | 26-24, 21-25, 18-25, 25-19, 9-15  |
| 29-10          | Modica - San Giustino          | 3-2           | 25-23, 25-19, 15-25, 20-25, 15-8  |
| 29-10          | Marcianise - Casarano          | 3-0           | 25-23, 25-23, 29-27               |
| 29-10          | Sabaudia - Franco Tigano       | 2-3           | 28-26, 20-25, 25-22, 21-25, 14-16 |

| Quarta giornata |                                     |          |                                   |
|                 |                                     |          |                                   |
| Riposa:         | Alessano                            | Alessano | Alessano                          |
| 01-11           | Virtus Fano - Sabaudia              | 3-0      | 25-17, 25-16, 25-18               |
| 01-11           | Franco Tigano - Marcianise          | 3-2      | 25-20, 17-25, 21-25, 25-17, 15-13 |
| 01-11           | Rinascita Lagonegro - Folgore Massa | 3-2      | 21-25, 17-25, 25-14, 25-20, 15-10 |
| 01-11           | Casarano - Bari                     | 3-1      | 21-25, 25-16, 31-29, 25-17        |
| 01-11           | San Giustino - Macerata             | 3-2      | 26-24, 25-20, 22-25, 23-25, 16-14 |
| 01-11           | Team Napoli - Modica                | 3-0      | 25-19, 25-21, 25-22               |

| Quinta giornata |                                  |          |                                   |
|                 |                                  |          |                                   |
| Riposa:         | Sabaudia                         | Sabaudia | Sabaudia                          |
| 05-11           | Macerata - Franco Tigano         | 3-0      | 25-20, 25-17, 25-19               |
| 05-11           | Casarano - Team Napoli           | 3-0      | 25-22, 25-18, 25-16               |
| 04-11           | Bari - San Giustino              | 2-3      | 23-25, 25-17, 17-25, 25-22, 10-15 |
| 05-11           | Modica - Alessano                | 3-1      | 25-23, 19-25, 26-24, 25-18        |
| 05-11           | Folgore Massa - Virtus Fano      | 3-1      | 25-20, 29-31, 25-23, 25-23        |
| 05-11           | Marcianise - Rinascita Lagonegro | 2-3      | 25-18, 23-25, 16-25, 25-22, 13-15 |

| Sesta giornata |                                |             |                                   |
|                |                                |             |                                   |
| Riposa:        | Team Napoli                    | Team Napoli | Team Napoli                       |
| 12-11          | Virtus Fano - Casarano         | 3-0         | 25-14, 25-14, 25-19               |
| 12-11          | Franco Tigano - Bari           | 2-3         | 25-22, 25-22, 23-25, 22-25, 12-15 |
| 12-11          | Rinascita Lagonegro - Macerata | 2-3         | 18-25, 25-22, 25-23, 21-25, 13-15 |
| 12-11          | Alessano - Folgore Massa       | 3-0         | 25-18, 25-19, 25-19               |
| 11-11          | San Giustino - Marcianise      | 3-0         | 25-22, 31-29, 25-19               |
| 11-11          | Sabaudia - Modica              | 0-3         | 20-25, 17-25, 17-25               |

| Settima giornata |                                   |      |                                  |
|                  |                                   |      |                                  |
| Riposa:          | Bari                              | Bari | Bari                             |
| 19-11            | Virtus Fano - Rinascita Lagonegro | 3-0  | 25-17, 25-22, 25-21              |
| 19-11            | Macerata - Alessano               | 3-1  | 25-21, 24-26, 25-16, 25-18       |
| 19-11            | Casarano - Sabaudia               | 2-3  | 21-25, 25-23, 23-25, 25-9, 13-15 |
| 19-11            | Folgore Massa - Franco Tigano     | 3-1  | 25-22, 25-21, 22-25, 25-20       |
| 19-11            | Team Napoli - San Giustino        | 1-3  | 27-25, 18-25, 19-25, 23-25       |
| 19-11            | Marcianise - Modica               | 0-3  | 18-25, 23-25, 25-27              |

| Ottava giornata |                                   |              |                                  |
|                 |                                   |              |                                  |
| Riposa:         | San Giustino                      | San Giustino | San Giustino                     |
| 26-11           | Franco Tigano - Virtus Fano       | 3-0          | 25-20, 25-18, 25-20              |
| 26-11           | Rinascita Lagonegro - Team Napoli | 3-0          | 26-24, 25-23, 25-16              |
| 25-11           | Alessano - Marcianise             | 3-0          | 26-24, 25-21, 25-11              |
| 25-11           | Bari - Folgore Massa              | 3-1          | 14-25, 35-33, 25-19, 25-19       |
| 26-11           | Modica - Casarano                 | 3-2          | 20-25, 18-25, 25-18, 25-16, 15-4 |
| 26-11           | Sabaudia - Macerata               | 0-3          | 20-25, 17-25, 17-25              |

| Nona giornata |                          |                     |                                   |
|               |                          |                     |                                   |
| Riposa:       | Rinascita Lagonegro      | Rinascita Lagonegro | Rinascita Lagonegro               |
| 03-12         | Virtus Fano - Modica     | 3-1                 | 25-13, 25-22, 28-30, 25-18        |
| 03-12         | Casarano - Franco Tigano | 2-3                 | 25-18, 25-17, 23-25, 15-25, 13-15 |
| 03-12         | San Giustino - Alessano  | 3-2                 | 23-25, 25-20, 25-14, 23-25, 15-11 |
| 03-12         | Folgore Massa - Macerata | 1-3                 | 25-20, 21-25, 21-25, 22-25        |
| 02-12         | Team Napoli - Sabaudia   | 3-1                 | 25-16, 19-25, 25-23, 25-21        |
| 03-12         | Marcianise - Bari        | 3-2                 | 27-25, 22-25, 25-21, 18-25, 15-10 |

| Decima giornata |                             |        |                            |
|                 |                             |        |                            |
| Riposa:         | Modica                      | Modica | Modica                     |
| 07-12           | Macerata - Virtus Fano      | 3-0    | 25-22, 25-23, 25-22        |
| 06-12           | Franco Tigano - Team Napoli | 3-0    | 25-19, 25-19, 25-21        |
| 07-12           | Alessano - Casarano         | 1-3    | 23-25, 25-22, 21-25, 19-25 |
| 06-12           | Bari - Rinascita Lagonegro  | 0-3    | 18-25, 21-25, 19-25        |
| 06-12           | Folgore Massa - Marcianise  | 3-0    | 25-14, 25-19, 25-18        |
| 07-12           | Sabaudia - San Giustino     | 1-3    | 18-25, 25-18, 18-25, 19-25 |

| Undicesima giornata |                                |             |                                   |
|                     |                                |             |                                   |
| Riposa:             | Virtus Fano                    | Virtus Fano | Virtus Fano                       |
| 10-12               | Rinascita Lagonegro - Sabaudia | 3-0         | 25-18, 29-27, 25-19               |
| 10-12               | Casarano - Folgore Massa       | 3-1         | 25-16, 20-25, 25-19, 25-22        |
| 10-12               | San Giustino - Franco Tigano   | 1-3         | 25-22, 20-25, 17-25, 21-25        |
| 10-12               | Modica - Bari                  | 3-0         | 25-20, 25-19, 25-23               |
| 10-12               | Team Napoli - Alessano         | 3-2         | 25-20, 18-25, 25-22, 16-25, 18-16 |
| 10-12               | Marcianise - Macerata          | 2-3         | 25-22, 22-25, 19-25, 25-22, 17-19 |

| Dodicesima giornata |                                     |          |                                   |
|                     |                                     |          |                                   |
| Riposa:             | Casarano                            | Casarano | Casarano                          |
| 17-12               | Virtus Fano - Marcianise            | 3-0      | 25-16, 25-16, 25-17               |
| 17-12               | Macerata - Modica                   | 3-0      | 25-22, 25-20, 25-17               |
| 17-12               | Franco Tigano - Rinascita Lagonegro | 3-0      | 31-29, 25-19, 25-22               |
| 16-12               | Bari - Team Napoli                  | 3-2      | 25-22, 15-25, 27-25, 22-25, 18-16 |
| 17-12               | Folgore Massa - San Giustino        | 3-2      | 25-20, 25-22, 16-25, 23-25, 15-11 |
| 17-12               | Sabaudia - Alessano                 | 2-3      | 15-25, 25-16, 25-18, 15-25, 12-15 |

| Tredicesima giornata |                                |          |                                   |
|                      |                                |          |                                   |
| Riposa:              | Macerata                       | Macerata | Macerata                          |
| 26-12                | Rinascita Lagonegro - Casarano | 2-3      | 24-26, 19-25, 25-17, 25-14, 13-15 |
| 23-12                | Alessano - Bari                | 3-1      | 25-23, 25-16, 20-25, 26-24        |
| 26-12                | San Giustino - Virtus Fano     | 3-1      | 25-21, 25-18, 23-25, 25-15        |
| 26-12                | Modica - Franco Tigano         | 0-3      | 22-25, 18-25, 21-25               |
| 26-12                | Team Napoli - Folgore Massa    | 0-3      | 19-25, 24-26, 21-25               |
| 26-12                | Marcianise - Sabaudia          | 3-2      | 23-25, 25-22, 21-25, 26-24, 15-8  |

| Quattordicesima giornata |                              |               |                                   |
|                          |                              |               |                                   |
| Riposa:                  | Franco Tigano                | Franco Tigano | Franco Tigano                     |
| 30-12                    | Bari - Macerata              | 2-3           | 25-19, 22-25, 23-25, 27-25, 10-15 |
| 30-12                    | Virtus Fano - Alessano       | 3-1           | 25-23, 25-21, 24-26, 25-21        |
| 30-12                    | Casarano - San Giustino      | 3-2           | 18-25, 25-22, 25-18, 24-26, 15-6  |
| 30-12                    | Rinascita Lagonegro - Modica | 3-0           | 25-11, 25-20, 25-14               |
| 29-12                    | Marcianise - Team Napoli     | 2-3           | 20-25, 25-20, 25-23, 20-25, 10-15 |
| 30-12                    | Folgore Massa - Sabaudia     | 3-2           | 25-19, 17-25, 16-25, 25-23, 15-9  |

| Quindicesima giornata |                                    |            |                                   |
|                       |                                    |            |                                   |
| Riposa:               | Marcianise                         | Marcianise | Marcianise                        |
| 07-01                 | Team Napoli - Virtus Fano          | 2-3        | 25-18, 25-20, 20-25, 23-25, 12-15 |
| 07-01                 | Alessano - Franco Tigano           | 1-3        | 21-25, 21-25, 25-22, 11-25        |
| 07-01                 | San Giustino - Rinascita Lagonegro | 3-1        | 25-22, 25-21, 25-27, 25-20        |
| 14-02                 | Macerata - Casarano                | 2-3        | 27-25, 21-25, 26-24, 24-26, 9-15  |
| 06-01                 | Sabaudia - Bari                    | 3-0        | 25-16, 25-23, 25-20               |
| 07-01                 | Modica - Folgore Massa             | 3-0        | 25-23, 25-14, 25-19               |

| Sedicesima giornata |                                |               |                                   |
|                     |                                |               |                                   |
| Riposa:             | Folgore Massa                  | Folgore Massa | Folgore Massa                     |
| 14-01               | Team Napoli - Macerata         | 1-3           | 15-25, 26-24, 22-25, 23-25        |
| 14-01               | Rinascita Lagonegro - Alessano | 3-1           | 25-20, 30-28, 14-25, 25-21        |
| 14-01               | Virtus Fano - Bari             | 3-2           | 21-25, 25-23, 25-20, 18-25, 20-18 |
| 14-01               | San Giustino - Modica          | 3-2           | 19-25, 25-20, 25-17, 20-25, 17-15 |
| 31-01               | Casarano - Marcianise          | 2-3           | 25-23, 18-25, 20-25, 25-17, 8-15  |
| 14-01               | Franco Tigano - Sabaudia       | 1-3           | 27-29, 26-24, 18-25, 23-25        |

| Diciassettesima giornata |                                     |          |                                   |
|                          |                                     |          |                                   |
| Riposa:                  | Alessano                            | Alessano | Alessano                          |
| 20-01                    | Sabaudia - Virtus Fano              | 3-2      | 20-25, 25-20, 16-25, 25-18, 15-12 |
| 21-01                    | Marcianise - Franco Tigano          | 3-2      | 25-22, 25-23, 19-25, 20-25, 15-12 |
| 20-01                    | Folgore Massa - Rinascita Lagonegro | 0-3      | 21-25, 20-25, 22-25               |
| 20-01                    | Bari - Casarano                     | 3-0      | 25-20, 25-17, 25-20               |
| 21-01                    | Macerata - San Giustino             | 3-1      | 25-27, 25-19, 25-21, 25-20        |
| 21-01                    | Modica - Team Napoli                | 2-3      | 25-17, 25-20, 25-27, 20-25, 11-15 |

| Diciottesima giornata |                                  |          |                                  |
|                       |                                  |          |                                  |
| Riposa:               | Sabaudia                         | Sabaudia | Sabaudia                         |
| 28-01                 | Franco Tigano - Macerata         | 3-2      | 19-25, 24-26, 25-22, 25-18, 15-7 |
| 27-01                 | Team Napoli - Casarano           | 3-1      | 30-28, 10-25, 25-23, 25-20       |
| 28-01                 | San Giustino - Bari              | 3-0      | 25-19, 25-19, 25-15              |
| 28-01                 | Alessano - Modica                | 0-3      | 18-25, 20-25, 22-25              |
| 27-01                 | Virtus Fano - Folgore Massa      | 3-1      | 25-19, 16-25, 25-23, 25-15       |
| 27-01                 | Rinascita Lagonegro - Marcianise | 3-0      | 25-13, 25-13, 25-20              |

| Diciannovesima giornata |                                |             |                                   |
|                         |                                |             |                                   |
| Riposa:                 | Team Napoli                    | Team Napoli | Team Napoli                       |
| 04-02                   | Casarano - Virtus Fano         | 3-2         | 23-25, 21-25, 27-25, 25-19, 28-26 |
| 03-02                   | Bari - Franco Tigano           | 0-3         | 23-25, 24-26, 22-25               |
| 03-02                   | Macerata - Rinascita Lagonegro | 3-0         | 25-20, 25-18, 25-13               |
| 04-02                   | Folgore Massa - Alessano       | 0-3         | 25-27, 22-25, 15-25               |
| 04-02                   | Marcianise - San Giustino      | 0-3         | 24-26, 24-26, 17-25               |
| 04-02                   | Modica - Sabaudia              | 1-3         | 27-29, 25-17, 16-25, 20-25        |

| Ventesima giornata |                                   |      |                            |
|                    |                                   |      |                            |
| Riposa:            | Bari                              | Bari | Bari                       |
| 11-02              | Rinascita Lagonegro - Virtus Fano | 3-1  | 27-25, 25-19, 17-25, 25-23 |
| 11-02              | Alessano - Macerata               | 3-1  | 26-24, 25-21, 22-25, 27-25 |
| 11-02              | Sabaudia - Casarano               | 3-1  | 25-15, 23-25, 25-17, 25-13 |
| 10-02              | Franco Tigano - Folgore Massa     | 3-1  | 25-20, 20-25, 25-20, 25-16 |
| 11-02              | San Giustino - Team Napoli        | 3-0  | 25-21, 25-22, 25-22        |
| 11-02              | Modica - Marcianise               | 3-1  | 25-21, 25-20, 21-25, 25-17 |

| Ventunesima giornata |                                   |              |                            |
|                      |                                   |              |                            |
| Riposa:              | San Giustino                      | San Giustino | San Giustino               |
| 18-02                | Virtus Fano - Franco Tigano       | 3-1          | 25-23, 25-22, 20-25, 26-24 |
| 18-02                | Team Napoli - Rinascita Lagonegro | 1-3          | 23-25, 25-21, 25-27, 18-25 |
| 17-02                | Marcianise - Alessano             | 0-3          | 19-25, 23-25, 18-25        |
| 18-02                | Folgore Massa - Bari              | 3-0          | 25-19, 25-18, 25-22        |
| 18-02                | Casarano - Modica                 | 1-3          | 15-25, 10-25, 25-20, 13-25 |
| 18-02                | Macerata - Sabaudia               | 3-0          | 25-18, 25-20, 25-18        |

| Ventiduesima giornata |                          |                     |                                   |
|                       |                          |                     |                                   |
| Riposa:               | Rinascita Lagonegro      | Rinascita Lagonegro | Rinascita Lagonegro               |
| 24-02                 | Modica - Virtus Fano     | 1-3                 | 16-25, 17-25, 25-23, 16-25        |
| 24-02                 | Franco Tigano - Casarano | 3-1                 | 25-21, 25-14, 19-25, 25-23        |
| 25-02                 | Alessano - San Giustino  | 2-3                 | 25-20, 19-25, 25-20, 17-25, 8-15  |
| 25-02                 | Macerata - Folgore Massa | 3-1                 | 24-26, 25-18, 25-18, 25-13        |
| 24-02                 | Sabaudia - Team Napoli   | 3-1                 | 25-22, 23-25, 25-21, 25-20        |
| 24-02                 | Bari - Marcianise        | 2-3                 | 25-19, 25-22, 21-25, 13-25, 17-19 |

| Ventitreesima giornata |                             |        |                                   |
|                        |                             |        |                                   |
| Riposa:                | Modica                      | Modica | Modica                            |
| 28-02                  | Virtus Fano - Macerata      | 3-0    | 25-22, 30-28, 29-27               |
| 28-02                  | Team Napoli - Franco Tigano | 3-1    | 25-22, 25-23, 22-25, 32-30        |
| 28-02                  | Casarano - Alessano         | 3-2    | 19-25, 25-14, 26-24, 21-25, 15-13 |
| 01-03                  | Rinascita Lagonegro - Bari  | 3-1    | 25-20, 25-22, 25-27, 25-23        |
| 28-02                  | Marcianise - Folgore Massa  | 2-3    | 25-22, 22-25, 16-25, 25-21, 11-15 |
| 28-02                  | San Giustino - Sabaudia     | 2-3    | 22-25, 25-16, 25-15, 18-25, 13-15 |

| Ventiquattresima giornata |                                |             |                                   |
|                           |                                |             |                                   |
| Riposa:                   | Virtus Fano                    | Virtus Fano | Virtus Fano                       |
| 10-03                     | Sabaudia - Rinascita Lagonegro | 0-3         | 21-25, 18-25, 21-25               |
| 10-03                     | Folgore Massa - Casarano       | 3-2         | 26-24, 20-25, 15-25, 25-22, 15-13 |
| 10-03                     | Franco Tigano - San Giustino   | 3-2         | 25-23, 25-22, 17-25, 18-25, 15-13 |
| 09-03                     | Bari - Modica                  | 1-3         | 18-25, 25-21, 18-25, 16-25        |
| 10-03                     | Alessano - Team Napoli         | 3-0         | 25-19, 25-16, 25-23               |
| 10-03                     | Macerata - Marcianise          | 3-0         | 25-19, 25-22, 25-17               |

| Venticinquesima giornata |                                     |          |                            |
|                          |                                     |          |                            |
| Riposa:                  | Casarano                            | Casarano | Casarano                   |
| 17-03                    | Marcianise - Virtus Fano            | 0-3      | 15-25, 18-25, 15-25        |
| 17-03                    | Modica - Macerata                   | 0-3      | 20-25, 21-25, 21-25        |
| 17-03                    | Rinascita Lagonegro - Franco Tigano | 1-3      | 26-28, 25-21, 18-25, 23-25 |
| 16-03                    | Team Napoli - Bari                  | 3-0      | 25-20, 25-21, 25-22        |
| 17-03                    | San Giustino - Folgore Massa        | 3-1      | 20-25, 25-14, 25-18, 25-20 |
| 17-03                    | Alessano - Sabaudia                 | 3-1      | 25-21, 25-22, 22-25, 25-19 |

| Ventiseiesima giornata |                                |          |                                   |
|                        |                                |          |                                   |
| Riposa:                | Macerata                       | Macerata | Macerata                          |
| 24-03                  | Casarano - Rinascita Lagonegro | 2-3      | 17-25, 25-22, 23-25, 25-20, 10-15 |
| 24-03                  | Bari - Alessano                | 3-1      | 25-22, 25-23, 21-25, 26-24        |
| 24-03                  | Virtus Fano - San Giustino     | 3-0      | 25-21, 25-15, 25-18               |
| 24-03                  | Franco Tigano - Modica         | 3-1      | 25-23, 22-25, 25-18, 27-25        |
| 24-03                  | Folgore Massa - Team Napoli    | 3-1      | 25-21, 20-25, 25-14, 25-19        |
| 24-03                  | Sabaudia - Marcianise          | 3-1      | 25-23, 25-19, 22-25, 25-16        |

##### Classifica
| Pos. | Squadra             | Pt | G  | V  | P  | SV | SP | Ratio | PF    | PS    | Ratio |
| ---- | ------------------- | -- | -- | -- | -- | -- | -- | ----- | ----- | ----- | ----- |
| 1.   | Macerata            | 56 | 24 | 19 | 5  | 64 | 29 | 2,207 | 2 207 | 1 974 | 1,118 |
| 2.   | Virtus Fano         | 49 | 24 | 17 | 7  | 58 | 34 | 1,706 | 2 138 | 1 956 | 1,093 |
| 3.   | Rinascita Lagonegro | 48 | 24 | 16 | 8  | 56 | 35 | 1,600 | 2 064 | 1 947 | 1,060 |
| 4.   | Franco Tigano       | 45 | 24 | 16 | 8  | 57 | 40 | 1,425 | 2 228 | 2 128 | 1,047 |
| 5.   | San Giustino        | 45 | 24 | 15 | 9  | 57 | 42 | 1,357 | 2 206 | 2 075 | 1,063 |
| 6.   | Alessano            | 35 | 24 | 11 | 13 | 48 | 47 | 1,021 | 2 102 | 2 095 | 1,003 |
| 7.   | Modica              | 34 | 24 | 11 | 13 | 44 | 47 | 0,936 | 1 990 | 1 976 | 1,007 |
| 8.   | Folgore Massa       | 31 | 24 | 12 | 12 | 45 | 51 | 0,882 | 2 068 | 2 146 | 0,964 |
| 9.   | Sabaudia            | 31 | 24 | 10 | 14 | 43 | 55 | 0,782 | 2 079 | 2 168 | 0,959 |
| 10.  | Casarano            | 28 | 24 | 9  | 15 | 43 | 58 | 0,741 | 2 130 | 2 216 | 0,961 |
| 11.  | Team Napoli         | 28 | 24 | 9  | 15 | 40 | 54 | 0,741 | 2 039 | 2 154 | 0,947 |
| 12.  | Bari                | 20 | 24 | 5  | 19 | 34 | 63 | 0,540 | 2 066 | 2 252 | 0,917 |
| 13.  | Marcianise          | 18 | 24 | 6  | 18 | 30 | 64 | 0,469 | 1 924 | 2 154 | 0,893 |

      Qualificata allo spareggio promozione.
      Qualificata ai play-off promozione.
      Qualificata ai play-out retrocessione.
      Retrocessa in Serie B.

### Spareggio promozione

#### Tabellone
|  | Finale |                  |   |   |   |  |
|  |        |                  |   |   |   |  |
|  | 1Bi    | Gabbiano Mantova | 3 | 2 | 0 |  |
|  | 1Bl    | Macerata         | 1 | 3 | 3 |  |

#### Risultati
| Gara 1 |                             |     |                            |
|        |                             |     |                            |
| 07-04  | Gabbiano Mantova - Macerata | 3-1 | 25-23, 19-25, 25-21, 26-24 |

| Gara 2 |                             |     |                                   |
|        |                             |     |                                   |
| 14-04  | Macerata - Gabbiano Mantova | 3-2 | 21-25, 21-25, 28-26, 25-21, 15-13 |

| Gara 3 |                             |     |                     |
|        |                             |     |                     |
| 21-04  | Gabbiano Mantova - Macerata | 0-3 | 24-26, 23-25, 15-25 |

### Play-off promozione

#### Tabellone
|  | Ottavi di finale | Ottavi di finale    | Ottavi di finale | Ottavi di finale |  |  | Quarti di finale | Quarti di finale    | Quarti di finale | Quarti di finale | Quarti di finale |   |   | Semifinali | Semifinali       | Semifinali | Semifinali  | Semifinali |   |  | Finale | Finale | Finale | Finale | Finale |  |
|  |                  |                     |                  |                  |  |  |                  |                     |                  |                  |                  |   |   |            |                  |            |             |            |   |  |        |        |        |        |        |  |
|  |                  |                     |                  |                  |  |  |                  |                     |                  |                  |                  |   |   | 1Bi        | Gabbiano Mantova | 0          | 1           |            |   |  |        |        |        |        |        |  |
|  | 6Bl              | Alessano            | 0                | 2                |  |  |                  |                     | 3Bi              | Team Club        | 3                | 3 |   |            |                  |            |             |            |   |  |        |        |        |        |        |  |
|  | 3Bl              | Rinascita Lagonegro | 3                | 3                |  |  | 3Bl              | Rinascita Lagonegro | 1                | 1                |                  |   |   |            |                  |            |             |            |   |  |        |        |        |        |        |  |
|  | 6Bi              | CUS Cagliari        | 2                | 1                |  |  | 3Bi              | Team Club           | 3                | 3                |                  |   |   |            |                  |            |             |            |   |  |        |        |        |        |        |  |
|  | 3Bi              | Team Club           | 3                | 3                |  |  |                  |                     |                  |                  |                  |   |   | 3Bi        | Team Club        | 1          | 2           |            |   |  |        |        |        |        |        |  |
|  | 7Bl              | Modica              | 1                | 1                |  |  |                  |                     |                  |                  |                  |   |   |            |                  | 2Bl        | Virtus Fano | 3          | 3 |  |        |        |        |        |        |  |
|  | 2Bl              | Virtus Fano         | 3                | 3                |  |  | 2Bl              | Virtus Fano         | 3                | 3                |                  |   |   |            |                  |            |             |            |   |  |        |        |        |        |        |  |
|  | 5Bi              | Motta               | 3                | 3                |  |  | 5Bi              | Motta               | 0                | 2                |                  |   |   |            |                  |            |             |            |   |  |        |        |        |        |        |  |
|  | 4Bi              | Savigliano          | 1                | 2                |  |  |                  |                     |                  |                  |                  |   |   | 2Bl        | Virtus Fano      | 3          | 1           | 3          |   |  |        |        |        |        |        |  |
|  | 7Bi              | La Bollente         | 2                | 0                |  |  |                  |                     | 2Bi              | Belluno          | 0                | 3 | 1 |            |                  |            |             |            |   |  |        |        |        |        |        |  |
|  | 2Bi              | Belluno             | 3                | 3                |  |  | 2Bi              | Belluno             | 3                | 3                |                  |   |   |            |                  |            |             |            |   |  |        |        |        |        |        |  |
|  | 5Bl              | San Giustino        | 1                | 1                |  |  | 4Bl              | Franco Tigano       | 1                | 0                |                  |   |   |            |                  |            |             |            |   |  |        |        |        |        |        |  |
|  | 4Bl              | Franco Tigano       | 3                | 3                |  |  |                  |                     |                  |                  |                  |   |   |            |                  |            |             |            |   |  |        |        |        |        |        |  |

#### Ottavi di finale
| Andata |                                |     |                                   |
|        |                                |     |                                   |
| 01-04  | La Bollente - Belluno          | 2-3 | 25-22, 21-25, 25-23, 21-25, 12-15 |
| 01-04  | Motta - Savigliano             | 3-1 | 25-19, 21-25, 25-19, 25-19        |
| 03-04  | CUS Cagliari - Team Club       | 2-3 | 22-25, 10-25, 25-16, 25-18, 13-15 |
| 02-04  | Modica - Virtus Fano           | 1-3 | 19-25, 27-25, 18-25, 20-25        |
| 03-04  | San Giustino - Franco Tigano   | 1-3 | 20-25, 25-21, 20-25, 16-25        |
| 31-03  | Alessano - Rinascita Lagonegro | 0-3 | 22-25, 25-27, 20-25               |

| Ritorno |                                |     |                                   |
|         |                                |     |                                   |
| 07-04   | Belluno - La Bollente          | 3-0 | 25-19, 25-13, 25-17               |
| 06-04   | Savigliano - Motta             | 2-3 | 25-23, 22-25, 14-25, 25-19, 14-16 |
| 06-04   | Team Club - CUS Cagliari       | 3-1 | 25-18, 22-25, 25-11, 25-14        |
| 07-04   | Virtus Fano - Modica           | 3-1 | 23-25, 25-18, 25-18, 25-14        |
| 07-04   | Franco Tigano - San Giustino   | 3-1 | 25-22, 21-25, 25-22, 28-26        |
| 07-04   | Rinascita Lagonegro - Alessano | 3-2 | 25-19, 26-28, 22-25, 25-14, 15-13 |

#### Quarti di finale
| Gara 1 |                                 |     |                            |
|        |                                 |     |                            |
| 14-04  | Belluno - Franco Tigano         | 3-1 | 25-18, 25-22, 32-34, 25-17 |
| 14-04  | Rinascita Lagonegro - Team Club | 1-3 | 25-22, 22-25, 23-25, 24-26 |
| 14-04  | Virtus Fano - Motta             | 3-0 | 25-20, 25-17, 25-19        |

| Gara 2 |                                 |     |                                   |
|        |                                 |     |                                   |
| 21-04  | Franco Tigano - Belluno         | 0-3 | 22-25, 22-25, 12-25               |
| 20-04  | Team Club - Rinascita Lagonegro | 3-1 | 25-19, 25-23, 23-25, 25-18        |
| 20-04  | Motta - Virtus Fano             | 2-3 | 25-23, 26-24, 31-33, 19-25, 17-19 |

#### Semifinali
| Gara 1 |                              |     |                     |
|        |                              |     |                     |
| 28-04  | Gabbiano Mantova - Team Club | 0-3 | 19-25, 23-25, 22-25 |
| 28-04  | Virtus Fano - Belluno        | 3-0 | 25-17, 25-15, 25-21 |

| Gara 2 |                              |     |                            |
|        |                              |     |                            |
| 01-05  | Team Club - Gabbiano Mantova | 3-1 | 20-25, 25-22, 25-19, 33-31 |
| 01-05  | Belluno - Virtus Fano        | 3-1 | 23-25, 25-16, 25-22, 25-18 |

| Gara 3 |                       |     |                            |
|        |                       |     |                            |
| 05-05  | Virtus Fano - Belluno | 3-1 | 26-24, 22-25, 25-21, 25-18 |

#### Finale
| Gara 1 |                         |     |                            |
|        |                         |     |                            |
| 12-05  | Virtus Fano - Team Club | 3-1 | 25-27, 25-19, 25-22, 25-18 |

| Gara 2 |                         |     |                                   |
|        |                         |     |                                   |
| 18-05  | Team Club - Virtus Fano | 2-3 | 21-25, 27-25, 21-25, 27-25, 11-15 |

### Play-out retrocessione

#### Tabellone
|  | Girone bianco |                   |   |   |  |  |
|  |               |                   |   |   |  |  |
|  | 11            | Bologna           | 3 | 3 |  |  |
|  | 11            | Bologna           | 3 | 3 |  |  |
|  | 12            | Stadium Mirandola | 0 | 0 |  |  |

|  | Girone blu |             |   |   |  |  |
|  |            |             |   |   |  |  |
|  | 11         | Casarano    | 1 | 2 |  |  |
|  | 11         | Casarano    | 1 | 2 |  |  |
|  | 12         | Team Napoli | 3 | 3 |  |  |

#### Risultati
| Gara 1 |                             |     |                            |
|        |                             |     |                            |
| 01-04  | Bologna - Stadium Mirandola | 3-0 | 25-17, 25-21, 25-21        |
| 14-04  | Casarano - Team Napoli      | 1-3 | 25-23, 18-25, 16-25, 30-32 |

| Gara 2 |                             |     |                                   |
|        |                             |     |                                   |
| 07-04  | Stadium Mirandola - Bologna | 0-3 | 23-25, 22-25, 21-25               |
| 21-04  | Team Napoli - Casarano      | 3-2 | 25-21, 17-25, 19-25, 25-21, 15-10 |

## Statistiche
| Rendimento individuale | Rendimento individuale  | Rendimento individuale | Rendimento individuale |
| Pos.                   | Nome                    | Punti                  | Squadra                |
| ---------------------- | ----------------------- | ---------------------- | ---------------------- |
| 1                      | Stefano Giannotti       | 657                    | Team Club              |
| 2                      | Edvinas Vaskelis        | 655                    | Rinascita Lagonegro    |
| 3                      | Leonardo Lugli          | 578                    | Casarano               |
| 4                      | Pawel Stabrawa          | 568                    | Franco Tigano          |
| 5                      | Edwin Arguelles Sanchez | 553                    | Alessano               |
| 6                      | Luca Rossato            | 551                    | Savigliano             |
| 7                      | Marco Novello           | 507                    | Gabbiano Mantova       |
| 8                      | Samuel Onwuelo          | 485                    | Sabaudia               |
| 9                      | Hristiyan Dimitrov      | 484                    | Virtus Fano            |
| 10                     | Fabio Bisi              | 482                    | Belluno                |

| Attacchi vincenti | Attacchi vincenti       | Attacchi vincenti | Attacchi vincenti   |
| Pos.              | Nome                    | Punti             | Squadra             |
| ----------------- | ----------------------- | ----------------- | ------------------- |
| 1                 | Edvinas Vaskelis        | 579               | Rinascita Lagonegro |
| 2                 | Stefano Giannotti       | 578               | Team Club           |
| 3                 | Leonardo Lugli          | 502               | Casarano            |
| 4                 | Pawel Stabrawa          | 483               | Franco Tigano       |
| 5                 | Edwin Arguelles Sanchez | 476               | Alessano            |
| 6                 | Luca Rossato            | 462               | Savigliano          |
| 7                 | Samuel Onwuelo          | 429               | Sabaudia            |
| 8                 | Daniele Albergati       | 422               | Stadium Mirandola   |
| 9                 | Marco Novello           | 414               | Gabbiano Mantova    |
| 9                 | Marco Spagnol           | 414               | Modica              |

| Muri vincenti | Muri vincenti           | Muri vincenti | Muri vincenti       |
| Pos.          | Nome                    | Punti         | Squadra             |
| ------------- | ----------------------- | ------------- | ------------------- |
| 1             | Francesco Guastamacchia | 92            | Team Club           |
| 2             | Marco Bragatto          | 79            | San Giustino        |
| 3             | Bara Fall               | 76            | Macerata            |
| 4             | Michael Molinari        | 74            | Rinascita Lagonegro |
| 5             | Gabriele Maletto        | 72            | Virtus Fano         |
| 6             | Michele Luisetto        | 70            | Motta               |
| 7             | Augusto Quarta          | 69            | San Giustino        |
| 8             | Michael Menicali        | 67            | CUS Cagliari        |
| 9             | Piergiorgio Antonaci    | 66            | Belluno             |
| 10            | Francesco Fortes        | 65            | Sarroch             |

| Battute vincenti | Battute vincenti    | Battute vincenti | Battute vincenti |
| Pos.             | Nome                | Punti            | Squadra          |
| ---------------- | ------------------- | ---------------- | ---------------- |
| 1                | Niccolò Cappelletti | 62               | San Giustino     |
| 2                | Nicolò Casaro       | 56               | Macerata         |
| 2                | Pietro Merlo        | 56               | Virtus Fano      |
| 4                | Simone Starace      | 54               | Team Napoli      |
| 5                | Hristiyan Dimitrov  | 52               | Virtus Fano      |
| 6                | Marco Novello       | 51               | Gabbiano Mantova |
| 7                | Pawel Stabrawa      | 43               | Franco Tigano    |
| 8                | Luca Rossato        | 42               | Savigliano       |
| 9                | Fabio Bisi          | 40               | Belluno          |
| 10               | Andrea Galaverna    | 39               | Savigliano       |
| 10               | Riccardo Mian       | 39               | Motta            |
| 10               | Federico Roberti    | 39               | Virtus Fano      |
| 10               | David Umek          | 39               | Team Club        |